# Praemendesia
Praemendesia is een geslacht van vlinders van de familie grasmineermotten (Elachistidae).

## Soorten
- P. minima Kozlov, 1987